# Видовдан
Ви́дов день (серб. Видовдан, болг. Видовден, рус. Скотный заступник, Медост, Модест, Амос, Фит) — главный национальный праздник Сербии, а также день, особо почитаемый в западной Болгарии, в меньшей степени восточными славянами. Отмечается 15 (28) июня. У христиан день посвящён Святому Виту.

## Культ Вита
Вид — так называли Святого Вита южные славяне, тогда как на Руси святого чаще называли Фитом.
Культ святого Вита весьма распространён в народном календаре балканских славян. У болгар и сербов в почитании Вита явно проступает культ языческих божеств. Его считают одним из четырёх святых, вызывающих летний град. По поверью после дня Видова дня солнце поворачивается к зиме. По народной этимологии имя Вита (Вида) в обрядовых практиках связано с его функцией врачевателя глаз.
Накануне этого дня сербы разводят священный огонь «крийес» (серб. криjec), разводимый также накануне Иванова, Петрова и Юрьева дней, с которыми народные предания связывают «старинные воспоминания о боге-громовнике, возжигателе небесного пламени. В одном из рукописных прологов крес, кресины — поворот солнца на лето».

## День в сербской истории
Примечательно, что важнейшие события в истории Сербии приходились именно на Видовдан (15 июня по юлианскому календарю, в XX и XXI веках соответствует 28 июня по григорианскому календарю).

### Битва на Косовом поле
Особенно сильно в сербской традиции Видовдан связан с Битвой на Косовом поле.
15 июня 1389 года войска князя Лазаря потерпели поражение в битве с турецким войском султана Мурата.
В сербском фольклоре считается, что это поражение привело к потере независимости Сербии почти на 500 лет; с другой стороны, турки также понесли тяжёлые потери, а Косовская битва надолго задержала и затруднила их дальнейшую экспансию в Европу.

### Убийство эрцгерцога Фердинанда
28 июня 1914 года австрийский престолонаследник — эрцгерцог Франц Фердинанд и его жена Софи прибыли в Сараево по приглашению генерала Оскара Потиорека, чтобы наблюдать за военными учениями, посвящёнными очередной годовщине Косовской битвы.
В этот день эрцгерцог и его жена были убиты сербским националистом Гаврило Принципом, что послужило поводом к началу Первой мировой войны.

### Видовданская конституция
28 июня 1921 года в Королевстве сербов, хорватов и словенцев была принята конституция, крайне ограничивавшая права короля (в то время королём был Александр I Карагеоргиевич). Неофициальное название Конституции — «Видовданский Устав». Конституция была изменена 3 сентября 1931 года после монархического переворота.

### Народно-освободительная война Югославии
27 июня 1941 года, в канун Видовдана, в Югославии был образован Главный штаб Народно-освободительных партизанских отрядов Югославии (ставший позднее известный как Верховный штаб НОАЮ), который руководил действиями югославских партизан на всей территории страны вплоть до завершения войны. С 28 июня югославские партизанские отряды начинают борьбу против немцев и их сообщников, следуя указаниям штаба.

### Конфликт между СССР и Югославией
28 июня 1948 года Информбюро коммунистических и рабочих партий в своей резолюции объявило об исключении из своего состава Союза коммунистов Югославии: поводом стал отказ Иосипа Броза Тито следовать сталинским рекомендациям. Договор о дружбе и сотрудничестве между СССР и Югославией был расторгнут, и в отношениях СССР и Югославии наступило серьёзное похолодание.

### Начало гражданской войны в Югославии
25 июня 1991 года на вечернем заседании парламента Словении была провозглашена независимость республики. 27 июня части Югославской народной армии пересекли границы республики и начали операцию по взятию под контроль границ Словении.
28 июня начались боестолкновения ЮНА и словенских частей самообороны. Этот день можно считать началом военных действий, в дальнейшем охвативших практически всю территорию Югославии.

### Выдача Слободана Милошевича Гаагскому трибуналу
27 июня президентом Сербии Коштуницей и премьер-министром Сербии Зораном Джинджичем было принято решение о выдаче бывшего президента Сербии Слободана Милошевича Гаагскому трибуналу как подозреваемого в совершении военных преступлений. Ряд обозревателей полагает, что основной причиной выдачи была судьба кредита, обещанного США и их союзниками в обмен на выдачу Милошевича.
28 июня Слободан Милошевич был отправлен в Гаагу. Газета «Glas» цитирует последние слова Милошевича, которые экс-президент произнёс перед тем, как подняться по трапу на борт самолёта: «Знаете ли вы, что сегодня Видовдан?»
Это обстоятельство прокомментировал в своём телеобращении и премьер-министр Сербии Зоран Джинджич. По его словам, 12 лет назад Милошевич, тогда ещё президент Сербии, в своей речи на Косовом поле призвал народ «осуществить идеалы небесной Сербии». По мнению Джинджича, «сербское правительство обязалось осуществлять идеалы земной Сербии, ради лучшего будущего своих детей».

## Легенды и предания, связанные с Видовданом
- По церковному преданию, в ночь перед битвой князю Лазарю явился ангел и спросил его, что он выбирает — «царствие земное», то есть победу над турками и благополучие Сербии (но только пока он сам будет жить на земле) или мученичество ради Царствия Небесного (а также обещание, что сербский народ до конца времён останется православным). Лазарь ответил, что «земное царство — на миг, а небесное царство — навек» («земаљско је за малена царство, а небеско увек и довека»).
- Князь Лазарь был пленён, изрублен, а потом обезглавлен. Его мощи были перенесены в монастырь Раваница. Отрубленная голова до сих пор находится в Турции (турки отказываются вернуть её сербам). По одному из преданий, Сербия возвратит себе былую мощь только тогда, когда голова князя Лазаря вновь соединится с его мощами.
- Согласно легендам, накануне Видовдана, в глухую пору ночи все реки начинают течь красные, как кровь, потому что очень много воинов в тот день оставили свои жизни на Косовом поле. В Видовдан кукушки перестают куковать — в память о погибших косовских героях. В этот день в Сербии не поют и не веселятся.

Из песни «Погибель царства Сербского»:

Милый Боже, как же поступить мне

И к какому прилепиться царству:

Изберу ли Царствие Небесное?

Изберу ли царство земное?

Если ныне выберу я царство,

Выберу я царствие земное,

Краткое есть царствие земное,

Небесное ж Царство будет вечно…